# Route départementale 13 (Alpes-de-Haute-Provence)
Pour les articles homonymes, voir Route départementale 13.
La route départementale 13, abrégée en RD 13 ou D 13, est une des Routes des Alpes-de-Haute-Provence, qui relie Saint-Étienne-les-Orgues à Volx.

## Tracé de Saint-Étienne-les-Orgues à Volx
- Saint-Étienne-les-Orgues
- de Limans à Forcalquier (par la RD 950)
- de Forcalquier à Mane (par la RD 4100)
- Mane
- Saint-Maime
- Le Bois d'Asson, commune de Saint-Maime commune de Villeneuve
- Volx